# Angela Saini
Angela Saini (1980) is een Britse wetenschapsjournalist, docent aan Massachusetts Institute of Technology en auteur van diverse populair-wetenschappelijke boeken.  Saini schrijft veelal over wetenschap en sociologie en publiceert onder andere over onderwerpen als gender, afkomst en het patriarchaat Haar recentste boek, The Patriarchs. How men came to rule (vertaald in het Nederlands als De Patriarchen. De oorsprong van ongelijkheid), verscheen in 2023.

## Opleiding en werk
Saini behaalde twee masters aan twee universiteiten: Bouwkunde aan de Universiteit van Oxford en 'Science and Security' (Wetenschap en Veiligheid) aan King's College London.
Na een stage bij de Britse tv-zender ITN (Independent Television News) en een baan als verslaggever bij de BBC werkt Saini sinds 2008 als freelance journalist.